# ضمانت‌نامه پیش پرداخت
ضمانت‌نامه پیش پرداخت (انگلیسی: Advance payment) معمولاً پس از امضای قرارداد بین کارفرما و پیمانکار، مبلغی به عنوان پیش پرداخت برای شروع کار، توسط کارفرما به پیمانکار پرداخت می‌شود و در مقابل، ضمانت نامه‌ای معادل وجه پرداخت شده، از پیمانکار مطالبه خواهد شد، این ضمانت نامه که توسط بانک صادر می‌شود، ضمانت‌نامه پیش پرداخت نام دارد.
در بعضی قراردادها، فروشنده یا پیمانکار به منظور تأمین نقدینگی لازم جهت انجام پروژه در ابتدای کار، درصدی از ارزش کالا یا خدمات موضوع قرارداد را، به صورت پیش پرداخت، از کارفرما یا خریدار طلب می‌نماید. کارفرما برای حصول اطمینان از اینکه در مقابل وجه پرداخت شده، کالا یا خدمات ارائه خواهد شد یا وجه پیش پرداخت مسترد خواهد گردید، از فروشنده یا پیمانکار، تقاضای ارائه ضمانت نامه پیش پرداخت خواهد نمود.